# Carlos Guimarães Pinto
Carlos Guimarães Pinto, né le 21 août 1983 à Espinho, est un économiste et homme politique portugais. Président de l'Initiative libérale de 2018 à 2019, il est élu député pour la circonscription de Porto lors des élections législatives de 2022, sous la XVe législature.

## Biographie

### Études
Guimarães Pinto est né à Paramos, freguesia de la commune d'Espinho, au nord du district d'Aveiro. Il y passe son enfance et y poursuit sa scolarité jusqu'au secondaire.
Il conclut la première partie de ses études supérieures en économie près l'Université de Porto en 2006, à la suite de laquelle il part démarrer sa carrière professionnelle à l'étranger. Il réintègre le monde universitaire en 2015, choisissant d'entamer des études de doctorat en économie au sein de la même université et soutenant sa thèse en 2021.

### Carrière professionnelle
À la suite de l'obtention de ses diplômes, en 2006, Carlos Guimarães Pinto décide de partir s'établir aux Émirats arabes unis où il exerce en tant que consultant en stratégie dans le secteur des télécommunications et du digital pour des entreprises établies à l'international. Lors de ces années à l'étranger, il co-écrit un livre et contribue plus-ou-moins régulièrement à des journaux portugais sur le thème de la crise économique qui y sévit.
Désormais titulaire d'un doctorat en économie, il exerce en tant que chercheur en économie internationale, et ce en parallèle de ses activités de député.

### Parcours politique
À la suite d'un scandale interne au parti Initiative libérale, dont il n'est alors pas membre, Guimarães Pinto est invité par des membres du parti à prendre la présidence de celui-ci en remplacement de Miguel Ferreira da Silva. Sous sa présidence, l'IL participe à ses premiers scrutins électoraux, réussissant jusqu'à élire un député dans la circonscription de Lisbonne lors des élections législatives de 2019. Guimarães Pinto ne réussit toutefois pas à être lui-même élu dans la circonscription de Porto, faisant ensuite le choix de quitter la direction du parti afin de permettre au député nouvellement élu, João Cotrim Figueiredo, d'en prendre la tête.
Le 25 janvier 2021, Guimarães Pinto annonce participer à la fondation de l'Institut +Liberdade, un think tank ayant pour objectif la production et la promotion d'idées libérales.
En décembre suivant, Guimarães Pinto accepte l'invitation lui ayant été adressée par João Cotrim Figueiredo de se porter candidat pour l'Initiative libérale dans la circonscription de Porto lors des élections législatives anticipées de janvier 2022. Tête-de-liste, il est élu dans un contexte de forte poussée électorale du parti, celui-ci obtenant 4,91 % des scrutins à l'échelle nationale et 5,11 % dans la circonscription de Porto. Il fait son entrée à l'Assemblée de la République le 29 mars suivant.
Guimarães Pinto est ensuite réélu lors des élections législatives de 2024 et de 2025.

## Publications

### Ouvrages
- O Economista Insurgente: 101 perguntas incómodas sobre Portugal, avec Miguel Botelho Moniz et Ricardo Gonçalves Francisco, Esfera dos Livros, 2014.
- Juntos, Somos Quase um 31: Liberais à Solta!, Quase 31 Liberais, Alêtheia Editores, 2019.
- Linhas Direitas: Cultura e Política à Direita, éds. Miguel Morgado et Rui Ramos, Dom Quixote, 2019.
- A força das ideias : histórias de uma eleição, Alêtheia Editores, 2020.
- Milhões a Voar: as mentiras que nos contaram sobre a TAP, avec André Pinção Lucas, Alêtheia Editores, 2022.

### Source de traduction
- (pt) Cet article est partiellement ou en totalité issu de l’article de Wikipédia en portugais intitulé « Carlos Guimarães Pinto » (voir la liste des auteurs).